# ショッカー
ショッカーは、特撮ドラマ「仮面ライダーシリーズ」の作品に登場する架空の組織である。
本項では、同シリーズの中で「ショッカー」の名称を持つ組織や、2013年に立ち上げられた「ショッカープロジェクト」、テレビアニメ・映画などで放送・公開されている「お昼のショッカーさん」についても記述する。

## テレビシリーズ
『仮面ライダー』テレビシリーズ第1話 - 第79話に登場した、世界征服を企む謎の国際的秘密組織。
蜘蛛男やサボテグロンやキノコモルグなど、力や体力に優れた人間に動植物や菌類などの能力を移植して洗脳した怪人を中心に構成されており、彼らを正体不明の首領が指揮して世界各地でさまざまな犯罪や破壊工作を行っている。ナチス・ドイツの生体移植手術の手法や人体改造技術、人材を多く受け継いだ残党組織でもあり、世界各地に支部を持つ。
首領の所在と姿は秘密になっており、各ショッカー基地において作戦司令室に掲げられたシンボルである鷲のレリーフから声で指令を発している。その際は首領の声に合わせ、レリーフ上のランプが点滅する。第34話では、首領の所在地がアンデス山中であることが示唆されている。初期は首領自身がショッカーと呼ばれていた。
当初、日本支部では怪人が「幹部」として直接に首領の命令を受け、配下の戦闘員とともに作戦行動を行っていた。死神カメレオンやサボテグロンのように指揮能力や作戦立案能力に秀でた指揮官型の怪人や、トカゲロンやサボテグロンなど組織内での地位の高さをうかがわせる怪人も存在していたが、ゾル大佐が日本支部指揮官として着任して以降、作戦は首領の信任を受けた大幹部が怪人や戦闘員を指揮して実行していくことになる。
しかし、数々の作戦を仮面ライダー1号・2号にことごとく阻止されたうえ、ゾル大佐や死神博士ら大幹部たちも次々に倒される。最後の大幹部である地獄大使をも倒された首領は日本支部を爆破して放棄し、ショッカーは事実上の壊滅を迎えるが、首領は地獄大使を倒される以前からショッカーに代わる新組織「ゲルショッカー」を密かに準備していた。
二次作品や後発の作品では世界観が異なるため、設定にも相違点が見られるが、「首領」などの首謀者を頂点とし、主に改造された怪人や戦闘員が所属していることが共通している。
創作経緯
ショッカーの存在は、『仮面ライダー』の最初期企画『マスクマンK』の時点で設定されていたが、敵組織は1クールごとに入れ替わるという想定であった。
続く企画案『仮面天使（）』では悪徳事業家・石神大造が悪役となっていたが、その後の『十字仮面（）』では再びショッカーが敵役に設定され、石神の要素を引き継いだクロード黒原が登場していた。さらに、伊上勝による検討脚本「怪奇蜘蛛男」では組織の尖兵となる改造人間が登場した。
漫画『スカルマン』を下敷きとした『仮面ライダースカルマン』で、首領や幹部が姿を見せず闇のベールに包まれた組織というイメージが加味され、完成作品に至った。

### 組織構成
ショッカー首領
声 - 納谷悟朗
ショッカーを組織した存在。普段は多く基地のレリーフから声で大幹部や怪人たちに命令を送っている。

大幹部（ショッカー日本支部長）
大幹部の設定は劇中ではあまり描かれず、書籍などの設定によるものが多い。また、書籍によっては前身の設定が異なるものがある。
ゾル大佐
演 - 宮口二郎
第26話以降登場。ショッカー日本支部初代大幹部。

死神博士
演 - 天本英世
第40話以降登場。ショッカー日本支部2代目大幹部。

地獄大使
演 - 潮健児
第53話以降登場。ショッカー日本支部3代目大幹部。

怪人
人間と動物や植物を併せたような生物改造人間（例外となる個体も存在する）。

ショッカー戦闘員
怪人の配下で作戦の実行にあたる最下級の構成員。現場で作戦行動や仮面ライダーへの集団攻撃、怪人の戦闘補助を、ほぼ毎回担当している。

### ゲストキャラクター
ゲストキャラクターを改造したショッカー怪人については、ショッカー怪人 (テレビシリーズ)を参照。
幹部
大幹部・最高幹部のゾル大佐・死神博士・地獄大使については、それぞれの記事を参照。
ゾル大佐が日本支部に着任する以前は、大幹部ほどの実権を持たない下級幹部や科学者が首領を補佐して怪人を指揮することがあった。また、ゾル大佐が着任して大幹部が日本支部の指揮を執るようになってからも、下級幹部が現場指揮や作戦の立案に当たるケースがある。
マヤ
演 - 真理アンヌ
第16話・第17話に登場。ピラザウルスの改造と作戦指揮を担当する。バスの乗客に紛れてピラザウルスの実験に立ち会うが実験は失敗し、新たな改造素材としてプロレスラーの草鹿昇を誘拐する。草鹿に対して毎朝新聞の記者を名乗ってカメラに仕込んだ毒矢を使うが、このカメラを持っていたことによって一文字隼人に正体を知られることとなる。プロレスの試合に覆面レスラーとしてピラザウルスを送り込み、自らも会場で作戦を指揮するが、最期はボディーガードの戦闘員たちを会場から逃げ出す観客たちの対応に向かわせた隙を衝かれ、一人になったところをマリたちに攻撃されてしまい、ガスマスクを無理矢理外されて会場内に突き飛ばされ、ピラザウルスが仮面ライダーを倒すために噴射した毒ガス「死の霧」に巻き込まれて死亡する。
軍服姿の幹部
演 - 飯塚実
第34話に登場。日本列島分断計画に使用する核爆弾を輸送する。仮面ライダー2号の妨害にあい、ガマギラーとともにセスナ機で逃亡しようとするが、ライダージャンプによってセスナ機ごと爆死する。
日本以外の支部長・幹部
メキシコ支部の幹部であるサボテグロンについては、該当記事を参照。
狼作戦に参加した幹部たち
演 - エンベル・アルテンパイほか
第39話に登場。ゾル大佐が「狼作戦」を記念するパーティーと称して各国支部から招集した中堅幹部たちで、いずれも軍服姿である。パーティー時は赤い覆面と白マントを着用している。そのうち1人は、FBIが解読した暗号通信から来日情報を知られ、ヘリで飛来したところを待ち伏せていた一文字隼人と滝和也に襲われ、ヘリで逃走するも隼人に気絶させられ墜落する。パーティーそのものはゾル大佐が隼人らを誘き寄せるための罠であったが、隼人がウルフビールスの貯蔵庫に仕掛けた時限爆弾で、アジトもろとも全滅する。
モハメッド
演 - ウィリー・ドーシー
ショッカーモロッコ支部長。第67話に登場。
ハンフリー
ショッカージブラルタル支部長。第67話に登場。
ヤン
演 - A・モロズ
ショッカーシンガポール支部長。第67話に登場。
チャン・フォーティ
ショッカー香港支部長。第67話に登場。

科学者
死神博士・科学者戦闘員・綾小路律子については、それぞれの記事を参照。
ハインリッヒ博士（ハインリヒ博士）
演 - A・ウンガン / 声 - 市川治
第6話・第7話に登場。科学陣のチーフ。ナチスの鉄箱の開け方を知っており、死神カメレオンと共にナチスの財宝を探る一方、仮面ライダーの弱点を突き止めてライダー殺しの罠を張る。元ナチスの老科学者。
峰 信太郎（）
演 - 佐々木功
第81話に登場。ゲルショッカーに捕らわれていたショッカー科学者の1人。1年前に伝染病の研究のために南米に渡り行方不明になっていた。
ショッカー科学者を解放するというブラック将軍を訝しみ、サソリトカゲスの酸欠ガスで処刑されそうになるが事前に隠し持っていたガスマスクで難を逃れ、逃亡する。その間にガニコウモルと相打ちになった本郷猛を助けており、本郷が峰医院を襲ったサソリトカゲスから妻を助けた後、少年仮面ライダー隊本部に身を寄せる。
怪人トレーナー
第68話でイカデビルのトレーナーとなった立花藤兵衛については、該当記事を参照。
ハリケーン・ジョー
演 - 原田力
第16話・第17話に登場。ショッカー怪人軍団のトレーナーだが、改造人間ではない。マヤの護衛やサタンマスクの影武者も務める。2号がマヤを追跡してきた際やピラザウルスと戦っている際に2号と戦っている。サタンマスクに扮して隼人を陽動し戦うが、滝に正体を暴かれる。滝とも戦いを挑もうとする場面でカットされるが、戦闘シーンや勝敗は最後まで描かれていない。
熊木（）
演 - 高木二朗
第68話に登場。藤兵衛の旧友。マスク無し、ショッカーベルト装着の黄色い骨マークに青い全身タイツ、黒のグローブにブーツといった骨戦闘員の制服姿で現れた。ショッカー怪人イカデビルのトレーナーを務めており、藤兵衛に協力を求める。ショッカーを裏切って藤兵衛を逃し、共に脱走しようとするが、戦闘員によって刺殺され死亡する。

### 装置・兵器
毒ガス兵器
使用頻度が高い。
ジャーマンガス
第4話に登場。ナチスが使用したとされる毒ガス。サラセニアン配下の戦闘員を追う本郷猛に使用された。書籍『仮面ライダーSPIRITS 超絶黙示録』では第52話のデッドマンガスと同種の化学兵器とみなされている。
デッドマンガス
第52話に登場。ギルガラスが使用するガンマGを含んだ毒ガス。人間同士を殺しあわせる効果のほか改造人間の機能を低下させる効果を持つ。
書籍『仮面ライダーSPIRITS 超絶黙示録』では第4話のジャーマンガスと同種の化学兵器とみなされている。
アンドロガス
第67話に登場。改造人間の機能を低下させる効果を持ち、改造人間の肉体組織を破壊させる効果を持つ赤いガス。ショッカー世界会議で、出席者の代わりに置かれたライダー破壊人形から放出され、1号を苦しめた。またライダー破壊人形の1体には98話に登場するショッカー首領と同じ赤い頭巾と赤いマントが着用されている。

細菌兵器
蝙蝠男が使用した細菌兵器・ウルフビールスについては、それぞれの記事を参照。
アマゾンの呪い
第31話に登場。アリガバリの体内に保有されている細菌。伝染性があり、耐性がない人間は溶かされ、耐性がある人間はアリガバリに操られる。培養のために蟻を食べ続けなければならない。

爆弾
核爆弾を作る能力も持っている。
メキシコの花
第15話に登場。サボテグロンが使用するサボテン型の爆弾。見た目はサボテンと変わらないが、トゲそのものが鋭敏な信管となっており、これに触れたものは爆発してしまう。
信管のスイッチはサボテグロン自身のコントロールによる操作が可能で、サボテグロンは爆破の成功を「メキシコの花が散った」と称する。ショッカーの日本支部の地下アジトに大量に運び込まれたが、サボテグロンの自爆によって、アジトごと爆破してしまう。

自動小銃
ショッカーが独自に開発。
190型自動小銃
第27話で紹介。有効射程1,500メートル、24連発。
205型自動小銃
第27話で紹介。有効射程2,000メートル、32連発。赤外線スコープ付き。

特殊感覚装置
第8話に登場。影村メガネで販売された眼鏡に、この装置が付けられていた。蜂女の背中の羽根から放たれる催眠音波を受信し、装置が搭載されている特殊眼鏡を装着したものを操る。
特殊眼鏡
耳のフレーム部分で蜂女の指令を受信し、レンズ部分に蜂女の姿が映し出される。このメガネを装着すると取り外すことができず、蜂女によって毒ガス工場へと導かれる。
仮に工場を脱出し、眼鏡を外しても工場の場所を思い出させないために、一時的な記憶喪失状態になるよう仕掛けられている。
特殊イヤリング
音波のみで対象を操り、ルリ子を操った。
コバルト120
第59話に登場。コバルト60の10倍以上の放射能を持つ放射性物質。ミミズ男の放射能作戦のために日本に持ち込まれたが、移送中の事故により紛失してしまう。
ショッカー潜水艦
第59話ではコバルト120の輸送に使用。
死神博士専用潜水艦
第61話では死神博士が日本に訪れる際に使用。艦橋部の砲門からは自衛隊機を一発で木っ端微塵にするロケット弾を撃ち出す大砲を装備している。
輸送機
第62話と第78話に登場。
電波攪乱装置
第71話に登場。全ての電波の周波数に対応しており、あらゆる通信網を妨害し、都合の良いように操作して大混乱させようとした。

### アジト・施設
支部
日本支部
歴代支部長はゾル大佐、死神博士、地獄大使。
メキシコ支部
サボテグロンやアブゴメスがいたとされる海外支部。
『お昼のショッカーさん』でも、サボテグロンがメキシコ支部の部下たちに手紙を書くということで、イカデビルとの会話内に登場している。
中近東支部
ゾル大佐や毒サソリ男がいたとされる海外支部。
スイス支部
死神博士やスノーマンがいたとされる海外支部。
東南アジア支部
地獄大使がいたとされる海外支部。
ニューギニア支部
ドクダリアンの元となった人喰い花があった海外支部。
エジプト支部
エジプタスのミイラがあった海外支部。
アフリカ支部
イソギンチャックやサイギャングがいたとされる海外支部。
南米支部
死神博士が派遣され、ナマズギラーやモスキラスがいたとされる海外支部。
モロッコ支部、ジブラルタル支部、シンガポール支部、香港支部
第68話の会議に支部長が登場。書籍『仮面ライダー 悪の系譜』では会議自体がショッカーの罠だったため、実在が疑われている。

アジト
初期のアジトは、各怪人ごとにモチーフとなった動植物などの図柄が描かれている。後期のアジトは2階建てとなり、赤と黒を基調とした内装である。アジトは複数存在し、仮面ライダーに潜入されると爆破するため、仮面ライダーは戦闘員を捕らえてアジトを聞き出したり、捕われたふりをしてアジトに潜入したことがある。
初期のセットはエキスプロダクションの三上陸男によるもので、毎回の図柄は高橋章が描いていた。予算が少ないため、SF的なイメージを追求することは避けられ、ショッカーレリーフを中心に舞台的なイメージで構成している。このことが結果的にショッカーの呪術的イメージを強調することとなった。
後期のセットは映画『仮面ライダー対ショッカー』で用意され、映画と並行して撮影された第46話で先行登場し、第5クール以降に用いられた。後期のセットで怪人ごとの図柄がなくなった理由について、エキスプロダクションの八木功は「手が回らなくなったため」と証言している。高橋は2階建てにしたのは失敗であったと述べており、監督の山田稔からも意味がないと指摘されていたという。
「アジト」という呼称は、当時活動していた極左暴力集団の影響によるものである。
琵琶湖
第6話に登場。
霧が岳・天狗岩付近
第18話に登場。
室蘭半島沖
第19話に登場。海底にアジトがある。
富士山麓・本杉山
第20話に登場。
千葉県滑川アイランド
第61話に登場。
東京天文台
第68話に登場。地下に改造人間のトレーニングセンターがある。

施設
第18話ではミサイル基地、第73話では海底都市、第77話では地下秘密飛行場を開発する計画があったが、仮面ライダーの活躍によって計画は失敗。
秘密飛行場
第34話に登場。

### ショッカーの名称を冠した楽曲
- 「ショッカーの野望」 - 「レッツゴー!! ライダーキック」のアレンジ曲。
- 「オー!ショッカー」
  - 『仮面ライダー』第71話と第92話で使用。
  - 作詞：田中守 / 作曲・編曲：菊池俊輔 / 歌：幹和之、サニー・シンガーズ
- 「悪魔のショッカー」
  - 『全員集合!7人の仮面ライダー!!』で使用。
  - 作詞：伊上勝 / 作曲・編曲：菊池俊輔 / 歌：サニー・シンガーズ
- 「秘密結社 ショッカー」

## 漫画作品

### 石森章太郎の漫画作品
石森章太郎（石ノ森章太郎）の作品でのショッカー。
『仮面ライダー』
『週刊ぼくらマガジン』および『週刊少年マガジン』で連載。日本政府にもつながりを持つなど巨大な組織を思わせるが組織構造は不明。一文字（仮面ライダー）がテレビで『仮面ライダー』を見るシーンが登場する。
ビッグマシン
声 - 渡部猛（まんがビデオ）
原作漫画『仮面ライダー』での幹部クラスのキャラクター。「大幹部」という呼称は登場しないが、ビッグマシンの指揮した作戦に近いものを『仮面ライダー対じごく大使』で地獄大使が指揮している。

『たのしい幼稚園』『ディズニーランド』版
比較的テレビに近いストーリーだが、『たのしい幼稚園』版にはモゲラマンやディプロカウルスなどオリジナル怪人も登場。

絵コンテ漫画『仮面ライダー』
古代遺跡の発掘や古代文明（オーバーテクノロジー）の研究を行う組織とされているが、詳細は不明。古代遺跡を発掘しオーバーテクノロジーを手に入れようとする。風谷（仮面ライダー）がテレビで『仮面ライダー』を見るシーンが登場する。
首領はラストで巨大な光源のように描かれ、主人公から「総統（ボス）」と呼ばれるのみ。
ブロッケン・ハイム
絵コンテ漫画『仮面ライダー』での幹部クラスのキャラクター。
重力制御装置
絵コンテ漫画『仮面ライダー』で登場する巨大兵器。

『キミは仮面ライダーをみたか?!』
フリーメイソンの流れを汲む組織とされている。首領としてショッカーボスという大人の声を持つ少年が描かれている。
雁狩先生
『キミは仮面ライダーをみたか?!』での幹部キャラクター。ショッカー日本支部首領とされている。
鉄面教授
『キミは仮面ライダーをみたか?!』での幹部キャラクター。ショッカー日本支部Aプロジェクト幹部とされている。

### 放送当時の漫画作品
便宜上、同作者が放送終了後の作品で扱ったショッカーについても補足している。
石川森彦の漫画作品
「石川宜彦（石川のりひこ）」「石川巨人」などの名義で掲載。基本的にはテレビシリーズに近い設定となっているが、クワガッターやスカラベなどのオリジナル怪人も登場。
『ストロンガー』の時期の特別編「決死戦七人ライダー」に、ショッカー首領の説明に名称のみ登場。また、ショッカー首領の正体が、「キング・ショッカー」という宇宙人という設定となっている。

すがやみつるの漫画作品
基本的にはテレビシリーズに近い設定となっている。
『V3』編でも、ショッカーの大幹部が復活した際などに名称が登場。

### 後年の漫画作品
山田ゴロの漫画作品
活躍を見せるのは「仮面ライダー誕生!!」と「戦えWライダー!!」のみ。ただし、「力とわざのV3登場!!」ではゲルショッカーとともにドクトルGの口から名前のみ登場。
細井雄二（秋津わたる）の漫画作品
科学者
『テレビマガジン』版『仮面ライダーZX』に登場。ショッカー残党の科学者3人。
- マーダー/ガラガランダ
- プラガ/イカデビル
- ヘッツァー/狼男

村枝賢一の漫画作品
『仮面ライダーSPIRITS』
第1話にて、ショッカーの残党であるペトレスクが起こした事件から物語が開幕している。なお、ショッカーの詳細はFBI内部でも公にされておらず、表向きには「世界的に猛威を振るった狂信的カルト集団」として語られており、組織の壊滅に尽力した滝和也は「裏の世界」を知りすぎたことで閑職に追いやられていた。
第2部でBADAN傘下の再生組織として復活。黒いピラミッドで東京都に降り立ち、大首領JUDOが人類抹殺を布告した後は怪人軍団を出撃させ、立ちはだかった1号との戦闘を開始する。
『新 仮面ライダーSPIRITS』
前作同様、再生組織として登場。東京を蹂躙するデルザー軍団によって目的（首都の奪還と仮面ライダー抹殺）の達成に支障を来したため、1号を時空魔法陣で海底のショッカー基地（太平洋に沈んでいたものを暗闇大使が東京湾へと移動させた）へ拉致して討たんと企てる。ショッカー基地が海面に浮上した決戦の際、地獄大使配下の怪人軍団と暗闇大使の操る怪人軍団が入り乱れる混戦状態になり、最終的に地獄大使（ガラガランダ）が暗闇大使の手によって死亡。その後、ゾル大佐（狼男）と死神博士（イカデビル）も1号・2号の連携技によって撃破され、再び壊滅した。
本編以前を描いた過去編（一文字隼人が改造される経緯を描いた作品）では、死神博士が主導する『偉大なる計画』の過程で製造された第二期強化改造人間（初期型ショッカーライダー）の存在が描写されている。また、過去編内で登場した夢の島のアジトは本編でSPIRITSの前線基地として再利用されており、バダンシンドロームへの反抗作戦『オペレーション・ライダーシンドローム』には、かつて欧州に渡った本郷が阻止した「神の雷計画」に使用されるはずだったショッカーのキラー衛星が活用されている。
柴田ヨクサルの漫画作品
『東島丹三郎は仮面ライダーになりたい』
かつて特撮テレビドラマ『仮面ライダー』が放送されていた世界に「偽ショッカー」が登場するが、物語が進むにつれ、同世界に「ショッカー」が実在することが明らかになっていく。

## 後年の映像作品

### 『仮面ライダー THE FIRST』『仮面ライダー THE NEXT』
正式名称は、「Sacred Hegemony Of Cycle Kindred Evolutional Realm」。
戦闘員は「戦斗員」とも表記され、ガスマスクを付けており、科学班員はその上から黄色い防護服を着用している。怪人は通常は人間の姿で社会に潜伏し、任務遂行時に変身する。また、変身後の姿は仮面ライダーと同様に、各人専用の戦闘服と仮面を身に付けた状態として扱われている。
『THE NEXT』に登場する怪人は『仮面ライダーV3』に登場するデストロン怪人のリメイクであるため、「身体（戦闘服）と一体化した武器を持つ」というデストロン怪人の特徴を持っている。
首領・幹部
『仮面ライダー THE FIRST』では、若い男女のショッカー幹部（演 - 辺土名一茶、佐田真由美）のほか、『仮面ライダー』の死神博士の映像を流用する形で天本英世の映像が使用されている（声は丸山詠二による吹き替え）。
『仮面ライダー THE NEXT』では、先の3人の幹部は登場せず、ショッカー首領から指令が送られている。ショッカーライダーの投入により、戦闘員が戦闘に参加する機会は激減している。

### 『シン・仮面ライダー』
正式名称は、「Sustainable Happiness Organization with Computational Knowledge Embedded Remodeling」。

### 平成仮面ライダーシリーズ関連作品
大ショッカーやスペースショッカーなどの複合組織は下記参照。ショッカー戦闘員の詳細については、ショッカー戦闘員を参照。
『仮面ライダーオーズ/OOO』
第27話・第28話登場。鴻上光生が企画した映画『仮面ライダーオーズ対ショッカー』（劇中劇）の敵組織としても登場したが、残党の戦闘員も残っており、戦闘員タイプのヤミーも生み出している。
戦闘員
- ショッカー戦闘員・千堂 院（演 - 村杉蝉之介）
- ショッカー戦闘員（演 - 近藤春菜、箕輪はるか）

『オーズ・電王・オールライダー レッツゴー仮面ライダー』
デンライナーに乗って2011年から来たアンクが落としたセルメダルをブラック将軍が回収する。作品中ではこれが原因で、その後における「仮面ライダーシリーズ」の歴史が大幅に変わってしまった。メダルを研究することでショッカーグリードの誕生に成功したショッカーは1号・2号を敗北させ、勢力を拡大する。歴史が変わった後の2011年では歴代の悪の軍団と結託し、世界中を支配する最大の悪の勢力となっている。
首領
- ショッカー首領/岩石大首領

大幹部
- ブラック将軍/ヒルカメレオン

各組織大使
| - アポロガイスト - キングダーク - 十面鬼ユム・キミル - ジェネラルシャドウ - 大神官ダロム - ジャーク将軍 | - ン・ガミオ・ゼダ - 水のエル - ケルベロス - アルビノレオイマジン - テラー・ドーパント |

『スーパーヒーロー大戦GP 仮面ライダー3号』
ゲルショッカーに交代することなく1973年2月10日（『仮面ライダー』最終話の本放送日）まで存続していた。1号・2号に壊滅させられたが、その直後にショッカー戦士・仮面ライダー3号が現れて1号・2号を倒してしまう。作品中ではこれが原因で歴史が大幅に狂い、歴史が変わった後の2015年ではショッカーが世界中を支配している。スピンオフ作品『仮面ライダー4号』では3号から連なる新たなショッカー戦士・仮面ライダー4号が誕生することとなる。
首領
- ショッカー首領

- ライダーロボ（『仮面ライダー3号』）
- もう一人の乾巧/仮面ライダーファイズ（シグナルレジェンド）（『仮面ライダー4号』）

大幹部
- ディー博士（『手裏剣戦隊ニンニンジャーVS仮面ライダードライブ』）
- ブラック将軍 / ヒルカメレオン / 立花 藤兵衛（たちばな とうべえ）
- 追田 現八郎（おった げんぱちろう） / チーターカタツムリ

| - 魔進チェイサー - ジェネラルシャドウ - 大神官ダロム - ジャーク将軍 - ロブスターオルフェノク - ン・ガミオ・ゼダ | - ウェザー・ドーパント - 超銀河王 - サジタリウス・ノヴァ - フェニックス - デェムシュ進化体 |

『仮面ライダー1号』
この作品では、テレビシリーズにおいてショッカー首領が倒されて以降も残党が世界各地で悪事を働いており、半世紀近くに渡って仮面ライダー1号 / 本郷猛と戦い続けているという設定になっている。#ノバショッカーも参照。
幹部
地獄大使以外の幹部や首領については劇中触れられていない。
- 地獄大使（演 - 大杉漣）

『仮面ライダー×スーパー戦隊 超スーパーヒーロー大戦』
現実世界で倒されたが、ゲーム世界に生きていた怪人たち。以下の仮面ライダーシリーズやスーパー戦隊シリーズの首領や幹部のほかに、『ゼビウス』のアンドアジェネシス（マザーシップ/アドーアギレネス）や『ギャラクシアン』のエイリアンも操る。
首領
- ショッカー首領三世 / 大蜘蛛大首領

幹部
| - 地獄大使 - スペースイカデビル - レデュエ - パラドックスロイミュード - コウモリアマゾン | - 黒十字王 - ゼット・真 - 牙鬼幻月 - シン・ジニス - ライメイン |
『仮面ライダー電王 プリティ電王とうじょう!』
秘密基地の敷金用に当たりくじを奪うためデンライナーを列車ジャックする。
幹部
- イカデビル

### 令和仮面ライダー関連作品
『仮面ライダー ビヨンド・ジェネレーションズ』
劇中世界での2021年時にはすでに全滅しているが、本郷猛の改造に携わった元ショッカー科学者の百瀬龍之介が仮面ライダーセンチュリーとして登場する。壊滅前の組織は、ディアブロスタンプを強奪してクリスパースタンプの開発とディアブロ誕生の実験を行っていた。
幹部（大幹部ではない）
- ショッカー幹部（演 - 立木文彦）

科学者
- 百瀬龍之介

## 小説作品
『仮面ライダー 1971-1973』
原作漫画同様、日本政府にもつながりを持つ。
「G素体」と呼ばれるゲルショッカー怪人に相当する怪人や「Dチーム」と呼ばれるデストロン怪人に相当する怪人も登場する。
完結編『流星1973』では、ショッカーとは別にGOD機関の「アポロ」という幹部が登場している。
幹部

- 「大使」 / 田中一郎
- 「大佐」 / フランツ・フェルディナンド
- 「博士」
- 「将軍」
- 「蛇姫」 / 楠木美代子
- 御子柴徹

『S.I.C. HERO SAGA』
- MASKED RIDER EDITION -Missing Link- - 仮面ライダー2号の誕生を描いた作品。
- MASKED RIDER EDITION SPECIAL EPISODE -脱出- - 仮面ライダー1号の誕生を描いた作品。
- MASKED RIDER EDITION -ここより永遠に- - 仮面ライダー1号が首領の正体に近づこうとする作品。
- MASKED RIDER DEN-O EDITION -1971年4月3日- - 仮面ライダー1号の誕生を描いた作品。『仮面ライダー電王』とのクロスオーバー作品。

『仮面ライダーEVE-MASKED RIDER GAIA-』
漫画『仮面ライダー』の続編。ショッカー、そして、それに続くデストロンなどの後続組織はすでに壊滅している。

## ゲーム作品
『仮面ライダーSD』およびコンパチヒーローシリーズは下記参照。
『仮面ライダー 正義の系譜』
1972年や『仮面ライダーV3』『仮面ライダーBLACK』『仮面ライダーアギト』それぞれの時代に、ショッカーやゲルショッカーの幹部・怪人が蘇っている。
ぱちんこ『仮面ライダー轟音』
二代目仮面ライダー1号や二代目仮面ライダー2号と戦う新生ショッカーが登場。演出に登場する怪人はサイタンク・原始タイガー・ユキオオカミ、巨大怪人として巨大カメバズーカ、幹部怪人として新生カニレーザーと新生ザリガーナと、『仮面ライダーV3』のデストロンの構成員が多めになっている。

## 『仮面ライダーSD』
ショッカーの名を冠したグランショッカーが登場する（#グランショッカーを参照）。関係性が示されたのは下の例のみ（あとは、原作でのショッカーのメンバーが所属している程度）。
『仮面ライダーSD 疾風伝説』
グランショッカーの前身となる組織。1号の戦った過去の組織として名称のみ登場。1号とショッカーの戦いはビッグウォーと呼ばれ、重力兵器が使用された結果、世界は荒廃し1号もかなりのダメージを負ってしまう。
『仮面ライダーSD マイティライダーズ』
魔神大首領こと死神博士がかつてのショッカー幹部とされる。1号・2号との戦いがどういった顛末を迎えたか、グランショッカーの創設経緯は明らかになっていない。

## コンパチヒーローシリーズとその関連作品
コンパチヒーローシリーズは、主に特撮版（テレビシリーズ）『仮面ライダー』での構成を元にしているため、『仮面ライダー』での幹部の誰か（主に地獄大使）がメンバーに含まれている。
このほか、組織自体は登場しないものの、ショッカー首領などの名称の一部として、「ショッカー」の名称が登場している。
#ショッカーイーグルスも参照。
『ヒーロー戦記 プロジェクト オリュンポス』
コンパチシリーズの作品。ゾル大佐と死神博士と地獄大使が在籍。
ショッカー壊滅後、ネオ・ショッカーが登場。「新たなショッカー」という意味でこの名が用いられており、『スカイライダー』のネオショッカーとは異なり、ショッカーの残党や死神博士が組織したものとなっているなど、ショッカーとの関係性が明確化されている。
デストロン・GOD機関・ゲドン・デルザー軍団がほぼ同時期に出現し、バダンとネオ・ショッカーが敵対関係にあるなどテレビシリーズの組織の関係性とは異なる。
『ガイアセイバー ヒーロー最大の作戦』
コンパチシリーズの作品。地獄大使と暗闇大使が在籍。マシーン大元帥が最高幹部であり、首領は原作のショッカー首領は登場せず、ゲームオリジナル怪人であるエージェント。
『スーパーヒーロー作戦 ダイダルの野望』
コンパチシリーズの作品ではなく関連作品。死神博士と地獄大使が在籍。首領の正体は原作『仮面ライダーV3』同様、デストロン壊滅時に登場するが本作品ではこれもゲームオリジナル怪人である帝王ダイダスの仮の姿にすぎない。
本作品では、死神博士がプロフェッサーKとなって犯罪組織テンタクルを率いる、この両組織の繋がりの間に「組織D」なる存在が語られるなど、仮面ライダーシリーズ以外の組織との関係も描かれている。
このほか、本来はゲルショッカーに所属するブラック将軍やショッカーライダーが在籍。ブラック将軍はショッカー壊滅後、最終章でゲルショッカーを率いて仮面ライダーと戦った。
『特撮冒険活劇 スーパーヒーロー烈伝』
コンパチシリーズの作品ではなく関連作品。ゾル大佐と死神博士と地獄大使が在籍。
『仮面ライダーZX』のバダンに暗闇大使ではなく、地獄大使が在籍するなどの差異がみられる。

## 舞台作品
『仮面ライダー』の舞台版となる『仮面ライダー 戦闘員日記』『仮面ライダー 戦闘員日記2』に登場。タイトルの通り、戦闘員を主人公にしたスピンオフ作品。
新潟支部や東京総本部などの日本の都道府県ごとに支部がわかれている。
大幹部
ドクトルG
演 - 千波丈太郎
『戦闘員日記』に登場。

ドクトルC
演 - 千波丈太郎
『戦闘員日記2』に登場。新潟支部の大幹部。
ドクトル
演 - 千波丈太郎
『戦闘員日記2』に登場。東京総本部の大幹部。

戦闘員
詳しくはショッカー戦闘員を参照。
- 戦闘員15号 - 『戦闘員日記』に登場。
- 戦闘員48号 - 『戦闘員日記』『戦闘員日記2』に登場。
- 長老（演 - 中屋敷哲也） - 『戦闘員日記2』に登場。

## 関連組織

### 昭和仮面ライダーシリーズでの関連組織
上述のようにクロスオーバー作品などでは、ショッカーやショッカーの名を冠した関連する複合組織に所属する怪人として登場するものやショッカーに協力する組織も多い。
ゲルショッカー
『仮面ライダー』第80話より登場するショッカーの後継組織。
大幹部のブラック将軍や関係者のD博士は、平成仮面ライダーシリーズではショッカーの大幹部として登場。

デストロン
『仮面ライダーV3』における敵組織。ゲルショッカー同様、ショッカー首領が作り上げた組織。
大幹部のドクトルGは、舞台版『戦闘員日記』ではショッカーの大幹部として登場。
デルザー軍団
『仮面ライダーストロンガー』における敵組織。岩石大首領がショッカーやゲルショッカーやデストロンなどデルザー軍団までの組織を統率していたことが明かされる。『オーズ・電王・オールライダー レッツゴー仮面ライダー』ではショッカー首領と岩石大首領が同一の存在として扱われている。
ネオショッカー
『仮面ライダー (スカイライダー)』における敵組織。ショッカーとの組織的なつながりは映像作品では描かれておらず、不明である。
バダン帝国
『仮面ライダーZX』における敵組織。ナチス残党が最初に組織した暗黒組織で、このバダン帝国こそがジンドグマまでの歴代組織を統率していた上部組織であることが明かされる。
バダン総統は歴代の全ての組織を裏で操っていたと記す書籍もあるが、真相は不明。なお、バダン大幹部の暗闇大使はショッカー大幹部の地獄大使の従兄弟とされ、役者も同じ潮健児が演じている。

### 平成仮面ライダーシリーズでの関連組織
以下の組織のほかにも上述のようにクロスオーバー作品などでは、ショッカーやショッカーの名を冠した関連する複合組織に所属する怪人として登場するものやショッカーに協力する組織も多い。また、ショッカーに所属する怪人をモチーフとした怪人が登場する作品も多い。詳細は各記事を参照。
スマートブレイン
『仮面ライダー555』に登場。『仮面ライダーEVE-MASKED RIDER GAIA-』で、主人公（門脇 純/仮面ライダーガイア）の専用マシン「クルセイダー」に、SMARTBRAINのロゴが描かれている。
大ショッカー
『仮面ライダーディケイド』関連作品に登場。詳しくは#大ショッカーを参照。
スーパーショッカー
『仮面ライダー×仮面ライダー W&ディケイド MOVIE大戦2010』に登場。ディケイドやオールライダーによりテレビシリーズ・『オールライダー対大ショッカー』と立て続けに敗れた大ショッカーの残党が集まって結成された新組織。
ゾル大佐（鳴滝）がディケイドを倒すために大ショッカーに所属していた各世界の怪人たちから、より優れた能力を持つ精鋭を纏め上げて再構成した。大首領の座は空席であり、最高幹部のスーパー死神博士（光栄次郎）が最終決定権を持つ。シンボルはSを模した双頭の鷲。
スペースショッカー
『仮面ライダー×スーパー戦隊×宇宙刑事 スーパーヒーロー大戦Z』に登場。ショッカー残党が『宇宙刑事シャリバン』の敵、宇宙犯罪組織マドーと結託。魔法の力を与えられ独自の魔法陣を使用する。
シャドームーンが首領的存在として最終決定権を持ち、マドーより受けた魔力で強化再生したスペースイカデビルとスペース蜘蛛男、宇宙鉄人キョーダイン（グランダイン・スカイダイン）が大幹部となる。初代ショッカーからゾディアーツまでのシリーズ怪人で構成されており、初代ショッカー出身の改造人間が主だった小隊長の役割を担う。
ノバショッカー
映画『仮面ライダー1号』と小説『仮面ライダーゴースト』に登場。詳しくは#ノバショッカーを参照。
また、ショッカーの直系であるゲルショッカー、デストロンは平成・令和作品内の客演・リメイクでは完全な同一組織扱いにされており、両組織の大幹部・怪人はショッカーの一員・出身として登場している。その理由としては『仮面ライダー3号 スーパーヒーロー大戦GP』に登場するショッカー怪人チーターカタツムリをデザインする際「一般の観客はゲルショッカーを知らないであろう」という例が挙げらている。

### スーパー戦隊シリーズでの関連組織
上述のようにクロスオーバー作品などでは、ショッカーやショッカーの名を冠した関連する複合組織に所属する怪人として登場するものやショッカーに協力する組織も多い。

### グランショッカー
『仮面ライダーSD』関連作品に登場する組織。『仮面ライダーSD』のメディアミックス作品ほぼ全てに登場しているが、作品自体がそれぞれ世界観のつながりを持っていないため、その設定は各作品で異なる。
魔神大首領（正体は死神博士）を中心に、八鬼衆（地獄大使・ドクトルG・アポロガイスト・十面鬼・ジェネラルシャドウ・暗闇大使・シャドームーン・ジャーク将軍の8人）と呼ばれる、『RX』までのかつての組織の大幹部級のメンバーで構成されている。
『仮面ライダーSD 疾風伝説』
八鬼衆以外にもテレビシリーズでは大幹部だった死人コウモリ・荒ワシ師団長・吸血マンモス・ドクターケイト・一つ目タイタンなどもメンバーとなっている。
『マイティライダーズ』
他の作品と異なり、ゴルゴムはグランショッカーとは別の組織として登場。テレビシリーズ『仮面ライダーBLACK』同様、仮面ライダーBLACK・シャドームーンともに創世王候補だったが、2人とも無能だったために追放された過去がある他、テレビシリーズとは異なり三神官は最終的に仮面ライダーBLACK RXを認め、ライダーの味方となっている。そのため、作中登場するグランショッカーの怪人のうちゴルゴム怪人らしき怪人は他の怪人と比べて少ない。
『仮面ライダーSD グランショッカーの野望』
北海道エリアをジャーク将軍、東北エリアを十面鬼、関東エリアをシャドームーン、中部エリアをアポロガイスト、近畿エリアを地獄大使、中国エリアを暗闇大使、四国エリアをジェネラルシャドウ、九州エリアをドクトルGがそれぞれ支配している。
『仮面ライダーSD 出撃!!ライダーマシン』
大幹部は八鬼衆ではなく、ゾル大佐・死神博士・吸血マンモス・ヨロイ元帥・アポロガイスト・ゼロ大帝・鋼鉄参謀・百目タイタン・暗闇大使・シャドームーンの10人。

### ノバショッカー
映画『仮面ライダー1号』
世界征服の方向性の違いにより本家ショッカーを抜けた怪人たちが立ち上げた、この映画における「もうひとつのショッカー」。本家が「暴力」で世界を征服することを嗜好するのに対し、ノバショッカーは「経済」を手中に収めるという形で世界を実質的に征服することを目的としており、本家よりも実利的な悪の組織になっている。#『仮面ライダー1号』も参照。
『小説 仮面ライダーゴースト 〜未来への記憶〜』
年表に起こった出来事が含まれているほか、ネットワーク関連企業「ディープコネクト」の眼魔の計画にも資金援助していた可能性が描かれている。

### 大ショッカー
『仮面ライダーディケイド』関連作品に登場。いくつものライダー世界の怪人たちが集結して構成されている。
シンボルは大首領の仮面ライダーディケイド（門矢士）を示すDCDの文字を刻んだ双頭の鷲。『スーパーヒーロー大戦』では、初代ショッカーを連想する地球を掴む鷲に替えられている。
本編開始以前
幼少期に並行世界を渡り、世界を繋ぐ橋を創る能力に目覚めた士に目を付けた何者かが「仮面ライダー同士の力が呼び合い世界を融合させ、やがて全てが消滅する」と吹き込み、組織を結成させる。
その真の目的は怪人軍団による並行世界への侵略・征服であり、士の手で世界の守護者である仮面ライダーを倒させる手筈だったが、本編開始の1年前（2008年）に消息不明となったため、計画に大きな誤差が生じた。
『仮面ライダーディケイド』テレビシリーズ
士が姿を消した1年の間（2009年）に、彼が残した橋を用いて元GOD機関所属の大幹部・ガイ（アポロガイスト）が平行世界の怪人組織・種族に協力体制を持ちかけ、断られれば戦力で強引に傘下に付かせるという方法をとって勢力を拡大させていく。劇中描写ではクライシス帝国が脅迫を交えた交渉の末、結託を了承。
ゲドン首領・十面鬼ユム・キミル、ファンガイアの女王・ユウキ（ソーンファンガイア）などが、各々の軍団指揮権を残したうえで大幹部の称号を与えられている。
『劇場版 仮面ライダーディケイド オールライダー対大ショッカー』
門矢家の執事、月影ノブヒコ / シャドームーンが士の妹、門矢小夜（大神官ビシュム）を懐柔し、謀反を決行。士を組織誕生の裏に隠された真実を突き付けた上で追放し、自らを創世王と称す。
死神博士（光栄次郎）・地獄大使・ジャーク将軍の3大幹部やキングダークらが月影に付き、組織は再編成された。
また、組織の私物として「大ショッカーオリジナル」というビールが存在する。
『オールライダー対しにがみ博士』
セブン-イレブンで死神博士になってしまった光栄次郎やシャドームーン、十面鬼ユム・キミルなどが一部のオールライダーと戦う。
ゲーム『スーパー戦隊ヒーローズ』
『スーパーヒーロー大戦』と連動したソーシャルゲーム。
黒十字王によって自身がライダーを倒す際に快感を求めていることを気付かされた門矢士が、黒十字王とともにスーパー戦隊シリーズや仮面ライダーシリーズの敵を復活させていく。
スーパー戦隊の活躍で士は正気に戻るが、復活した怪人たちが大ショッカーや大ザンギャックを結成していたため、事態の収集に当たることとなる。
『仮面ライダー×スーパー戦隊 スーパーヒーロー大戦』
打倒スーパー戦隊を掲げる士が帰還したことで再び蜂起し、ゴーカイレッドのキャプテン・マーベラス率いる大ザンギャックと大規模な勢力争いを開始する。
実際は大ザンギャックと結託しており、ライダーと戦隊の潰し合いを狙い、それぞれディケイドとゴーカイレッドを組織の頂点として君臨させ、両組織による「ビッグマシン計画」を完成させようと目論む。しかし、士とマーベラスは両組織が手を組んで何かを企んでいるのを調べるため、自ら組織の頂点に立った。ライダーと戦隊の決戦の際には、ショッカー・ザンギャック連合という団体組織名が登場した。
全滅した幹部勢も過去に倒された数人が復活し、ドクトルG（鳴滝）やグリードとヤミー、ドーパントをはじめとする新規加入者を交えて整えられる。
ゲーム『グレイトバトル フルブラスト』
シャドームーン・アポロガイスト（後にスーパーアポロガイスト）・ショッカーライダーなどが所属。

### 闇のショッカー軍団
『ぱちんこ仮面ライダーフルスロットル』に登場する敵組織。ショッカーからデルザー軍団までの怪人で構成される組織。
幹部クラス
- ブラックサタン大首領
- メカ地獄大使
- エンペラーダーク
- 大十面鬼

7人の闇のライダー
- 闇の1号
- 闇の2号
- 闇のV3
- 闇のライダーマン
- 闇のX
- 闇のアマゾン
- 闇のストロンガー

### ショッカーイーグルス
コンパチヒーローシリーズというウルトラシリーズ・ガンダムシリーズ・ゴジラシリーズとの競演作品に登場。本来はショッカーに所属していない怪人もメンバーになっている。
『バトルベースボール』
一つ目タイタン・地獄大使・ハチ女などが所属。
『バトルドッジボール 闘球大激突!』
シャドームーン・イカデビル・ガラガランダなどが所属。
『バトルドッジボールII』
ガラガランダ・シャドームーン・ライダーキラー・GOD戦闘員などが所属。

## ショッカープロジェクト
東映が2013年に立ち上げたプロジェクト。東京と関西に分かれて活動を行っており、東京では3名、関西では2名がそれぞれ活動している。2013年5月26日に行われた「ショッカー人員募集オーディション」には、約1,600名が集まった。
2013年7月24日には、公式テーマソング「SSS〜Shock Shocker Shockest〜」 (SHOCKER GIRLS) がリリースされた。
2013年7月 - 9月には、期間限定で品川プリンスホテルクラブexと和歌山マリーナシティにおいて「ショッカーの秘密基地」が開催された。
2014年には、エイプリルフールに「東映の公式サイトをジャックする」と予告したほか、参加型謎解きゲーム「阻止せよ!!ショッカー秘密作戦」が開催された。
各種イベント襲撃作戦も実行しており、2013年8月5日には美人時計の乗っ取り作戦を実行したほか、同年8月17日に平塚競技場（Shonan BMW スタジアム平塚）にて開催されたサッカーJ1リーグの湘南ベルマーレVSジュビロ磐田戦にて、観客の熱中症対策として行われた散水イベントを活用した襲撃作戦も実行した。

## お昼のショッカーさん

### LINEマンガ
テレビアニメに先駆けて、2021年11月11日よりLINEマンガにて木曜日更新の不定期連載の4コマコミック。作者はSTUDY優作。
基本的には、4コマ漫画2本（8コマ漫画）の1話完結型ではあるが、それ以前の話をふまえた話になることもある（ゲストとなる怪人や戦闘員が続投した場合など）。
各話リスト
| 話数 | サブタイトル                  | 各話登場キャラクター                                                                                     | 備考                    |
| ---- | ----------------------------- | --- | ----------------------- |
| 1    | 会議                          | イカデビル ゲルショッカー首領                                                                            |                         |
| 2    | 合体                          | イカデビル                                                                                               |                         |
| 3    | 糸                            | イカデビル 蜘蛛男                                                                                        |                         |
| 4    | 完璧                          | 蜂女 |                         |
| 5    | 土産                          | イカデビル ガラガランダ                                                                                  |                         |
| 6    | エリート                      | ゲルショッカー戦闘員                                                                                     |                         |
| 7    | おにぎり                      | ゲルショッカー戦闘員                                                                                     |                         |
| 8    | 恐ろしい                      | イカデビル 蜂女                                                                                          |                         |
| 9    | コードネーム                  | イカデビル ゲルショッカー首領                                                                            |                         |
| 10   | 川わたり                      | イカデビル 蜘蛛男                                                                                        |                         |
| 11   | 武者震い                      | イカデビル ゲルショッカー首領 蜘蛛男 蜂女                                                                |                         |
| 12   | 仲良し                        | イカデビル ガラガランダ                                                                                  | [ 注釈 19 ]             |
| 13   | リーダー                      | ゲルショッカー首領                                                                                       |                         |
| 14   | 透明                          | カメレオン男                                                                                             |                         |
| 15   | ペンキ                        | イカデビル ヒトデンジャー                                                                                |                         |
| 16   | ギュアー                      | ドクガンダー（成虫）                                                                                     | [ 注釈 20 ]             |
| 17   | ポーズ                        | イカデビル ドクガンダー（成虫）                                                                          |                         |
| 18   | ババ抜き                      | カメレオン男                                                                                             |                         |
| 19   | サボテン                      | サボテグロン                                                                                             |                         |
| 20   | えかきうた                    | イカデビル                                                                                               |                         |
| 21   | 武器                          | イカデビル ガラガランダ                                                                                  |                         |
| 22   | ボール                        | イカデビル 狼男                                                                                          |                         |
| 23   | カード                        | イカデビル ゲルショッカー首領 ネコ                                                                       | [ 注釈 23 ]             |
| 24   | 料理                          | イカデビル 蜂女                                                                                          |                         |
| 25   | いい作戦                      | イカデビル 狼男 店主                                                                                     | [ 注釈 26 ]             |
| 26   | クッション                    | イカデビル 蜂女                                                                                          |                         |
| 27   | ダンス                        | イカデビル 蜂女 蜘蛛男 ガラガランダ                                                                      |                         |
| 28   | 手紙                          | イカデビル サボテグロン                                                                                  | [ 注釈 23 ]             |
| 29   | ライダー                      | イカデビル 仮面ライダー新1号 ショッカーライダー ゲルショッカー首領 ネコ                                  |                         |
| 30   | 地球                          | イカデビル ゲルショッカー首領                                                                            | [ 注釈 29 ]             |
| 31   | それぞれ                      | イカデビル 狼男 蜘蛛男 コブラ男 蜂女 ヒトデンジャー                                                      | [ 注釈 29 ]             |
| 32   | ショッカーライダー            | ショッカーライダー                                                                                       |                         |
| 33   | コブラ男                      | コブラ男                                                                                                 | [ 注釈 29 ]             |
| 34   | 綱引き                        | イカデビル ヒトデンジャー サボテグロン 蜘蛛男 ドクガンダー（成虫） 蜂女 ゲルショッカー首領 狼男 コブラ男 |                         |
| 35   | 擬音                          | 蜘蛛男                                                                                                   |                         |
| 36   | 来る!GOALOUS5!!               | イカデビル GOALOUS5                                                                                      | [ 注釈 33 ] [ 注釈 34 ] |
| 37   | 8人の合体技                   | イカデビル GOALOUS5                                                                                      | [ 注釈 34 ]             |
| 38   | 野外調査                      | イカデビル 蜘蛛男                                                                                        |                         |
| 39   | 机                            | イカデビル 狼男 ショッカー首領 ネコ ガラガランダ                                                         | [ 注釈 23 ]             |
| 40   | 解散                          | 蜘蛛男                                                                                                   |                         |
| 41   | サイン                        | イカデビル 蜘蛛男 仮面ライダー                                                                           |                         |
| 42   | さそり男                      | さそり男 サソリ ザリガニ カニ                                                                            | [ 注釈 37 ]             |
| 43   | サソリ                        | さそり男 サソリ イカデビル                                                                               | [ 注釈 37 ]             |
| 44   | ロボット                      | イカデビル メカデビル                                                                                    |                         |
| 45   | おもちゃ                      | イカデビル                                                                                               |                         |
| 46   | がんばる                      | イカデビル 蜘蛛男                                                                                        |                         |
| 47   | ムササビードル                | ムササビードル イカデビル                                                                                |                         |
| 48   | ムササビードルと ドクガンダー | ムササビードル ドクガンダー                                                                              |                         |

### テレビアニメ
2022年1月20日から12月29日までABCテレビ他で放送された1分のショートアニメ。
キャスト
- ショッカーさん(1)（小島）、イカデビル、カメレオン男 - 蒼井翔太
- ショッカーさん(2)（中島）、蜘蛛男、ヒトデンジャー - 榎木淳弥
- ショッカーさん(3)（大島）、蜂女、サボテグロン、狼男、サソリ男 - 八代拓
- ゲルショッカー首領、ネコ、ネコ太 - 関智一
- ゲルショッカー戦闘員 - Paty@直井よしたか
- ガラガランダ - とぽ
- ドクガンダー - 平山笑美
- ショッカーライダー - 天沢カンナ
- コブラ男 - 難波祐香
- ゴーラスイエロー - 寺島惇太
- ゴーラスホワイト - 仲村宗悟
- ゴーラスピンク - 深町寿成
- ゴーラスグリーン - 小松昌平
- ゴーラスブルー - 熊谷健太郎
- ロボット（メカデビル） - 月宮栞
- ムササビードル - 篠田渚王也

スタッフ
- 原作 - 石ノ森章太郎
- スーパーバイザー - 小野寺章
- アニメーション制作 - 勝鬨スタジオ
- マンガクリエーター - STUDY優作
- アニメーション監督 - ナミキヒロシ
- 編集 - 滋田時生・川島麗子（エクサインターナショナル）
- 音響制作 - チャンスイン
- 音響監督 - サイトウユウ
- 音響効果 - 関智一
- 録音・調整 - 長野大輝
- AR - 東洋レコーディング
- 企画 - 吉村文雄、福井政文、後藤利一
- プロデューサー - 内藤恵、山田真行、小倉孝治、田中勇丞、木村耕太
- 楽曲制作 - 佐々木宏人
- 製作 - 東映、MMDGP、ABCフロンティア

音楽
主題歌
- 「こつこつ世界征服」（第1-12話）

作詞・作曲・編曲 - 佐々木宏人 / 歌 - ぷるぷる
- 「Brand new me」（第13-28話）

作詞 - 菊池諒 / 作曲 - 長根博史 / 編曲 - 田中竜夫 / 歌 - Sweet Alley
- 「なかよしショッカーさんの歌」（第29-41話）

作詞・作曲・編曲 - 佐々木宏人 / 歌 - ぷるぷる、青音美玖 / コーラス - お昼のショッカーさん合唱団
- 「ショック THE ワールド」（第42-50話）

作詞・作曲 - VALSHE / 編曲 - 高木龍一（Dream Monster） / 歌 - VALSHE（Being）
挿入歌
- 「イカデビルお絵かき歌」（第20話）

作詞 - STUDY YU-SAKU / 作曲 - 佐々木宏人 / 歌 - お昼のショッカーさん合唱団
- 「イィイィトレイン」（第28話）

作詞・作曲・編曲 - 佐々木宏人 / 歌 - 平山笑美
各話リスト
| 話数 | サブタイトル                 | TTFC配信日     |
| ---- | ---------------------------- | -------------- |
| 1    | かいぎ                       | 2022年 1月11日 |
| 2    | がったい                     | 1月27日        |
| 3    | コードネーム                 | 2月3日         |
| 4    | いと                         | 2月10日        |
| 5    | かんぺき                     | 2月17日        |
| 6    | みやげ                       | 2月24日        |
| 7    | エリート                     | 3月3日         |
| 8    | おにぎり                     | 3月10日        |
| 9    | おそろしい                   | 3月17日        |
| 10   | 川わたり                     | 3月24日        |
| 11   | むしゃぶるい                 | 3月31日        |
| 12   | なかよし                     | 4月7日         |
| 13   | リーダー                     | 4月14日        |
| 14   | とうめい                     | 4月21日        |
| 15   | ペンキ                       | 4月28日        |
| 16   | ギュアー                     | 5月5日         |
| 17   | ポーズ                       | 5月12日        |
| 18   | ババぬき                     | 5月19日        |
| 19   | サボテン                     | 5月26日        |
| 20   | えかきうた                   | 6月2日         |
| 21   | ぶき                         | 6月9日         |
| 22   | ボール                       | 6月16日        |
| 23   | カード                       | 6月23日        |
| 24   | りょうり                     | 6月30日        |
| 25   | クッション                   | 7月7日         |
| 26   | よいさくせん                 | 7月14日        |
| 27   | ダンス                       | 7月21日        |
| 28   | うた                         | 7月28日        |
| 29   | てがみ                       | 8月4日         |
| 30   | ライダー                     | 8月11日        |
| 31   | ちきゅう                     | 8月18日        |
| 32   | それぞれ                     | 8月25日        |
| 33   | ショッカーライダー           | 9月1日         |
| 34   | コブラおとこ                 | 9月8日         |
| 35   | つなひき                     | 9月15日        |
| 36   | ぎおん                       | 9月22日        |
| 37   | きたる!!GOALOUS5!!           | 9月29日        |
| 38   | 8人の合体技                  | 10月6日        |
| 39   | やがいちょうさ               | 10月13日       |
| 40   | つくえ                       | 10月20日       |
| 41   | かいさん                     | 10月27日       |
| 42   | サイン                       | 11月3日        |
| 43   | さそり男                     | 11月10日       |
| 44   | サソリ                       | 11月17日       |
| 45   | ロボット                     | 11月24日       |
| 46   | おもちゃ                     | 12月1日        |
| 47   | がんばる                     | 12月8日        |
| 48   | ムササビードル               | 12月15日       |
| 49   | ムササビードルとドクガンダー | 12月22日       |
| 50   | 首領とネコ                   | 12月29日       |

放送局
- 朝日放送テレビ 2022年1月20日 - 2023年1月19日、毎週木曜26時34分
- TOKYO MX 2022年1月21日 - 2023年1月6日、毎週金曜19時28分
- テレビ愛知『キャラ＠声部』内 2022年1月22日 - 3月19日、毎週土曜26時25分（8話まで）
- 青森朝日放送『GO!ABA』内 2022年2月28日 -、毎週月曜11時24分
- 東映特撮ファンクラブ 2022年1月11日 - 12月29日、毎週火曜11時00分

DVD
DVD『お昼のショッカーさん 小さなことからコツコツと』
2022年7月22日から8月31日まで、仮面ライダーストアやTOEI ONLINE STORE、後述の劇場版の一部上映劇場にて本作品のDVDが先行発売された。
テレビアニメの放送順序と同じ順番で第1話「かいぎ」から第21話「ぶき」まで収録。

### 劇場鑑賞マナーCM
『えいがをみるときのおねがい』
東映グループのティ・ジョイが運営する全国の各映画館で2021年12月17日公開の『仮面ライダー ビヨンド・ジェネレーションズ』以降の、ティ・ジョイで上映される作品の本編前に劇場鑑賞マナーCM『お昼のショッカーさん えいがをみるときのおねがい』が上映されている。
マナーCMながら、上記のアニメよりも1ヶ月先行してのアニメ化であり、現在も東映公式YouTubeなどで観ることが可能。
登場キャラクター
以下の通りで、セリフがあるのはイカデビル（声：蒼井翔太）のみで、ナレーションも蒼井が担当する。
- ショッカーさん(1)（小島）
- ショッカーさん(2)（中島）
- ショッカーさん(3)（大島）
- イカデビル
- ガラガランダ
- 蜂女
- 蜘蛛男
- ゲルショッカー首領

### 劇場版
『お昼のショッカーさん THE ムービィー』
2022年7月22日公開の『暴太郎戦隊ドンブラザーズ THE MOVIE 新・初恋ヒーロー』と『劇場版 仮面ライダーリバイス バトルファミリア』の幕間作として上映された短編映画。ゲストとして『リバイス』の主役ライダーである仮面ライダーリバイ（五十嵐一輝が変身）、仮面ライダーバイス（一輝の相棒である悪魔バイスが変身）と『ドンブラザーズ』の主役であるドンモモタロウ（桃井タロウが変身）が出演している。